# مسرحية طويلة
مسرحية طويلة هو أول ألبوم استديو للفنانة الألمانية ساندرا أطلق عام 1985 في شهر ديسمبر. 
مع اطلاق أغنية لن اكون ماريا مجدالينا في شهر مارس عام 1985 قبل انطلاق البوم في شهر المقرر نجاح البوم بدأ في ألمانيا ولكن سرعان ما وصل نجاحه الي أستراليا كندا فرنسا مصر وأيضا في 
الولايات المتحدة والمملكة المتحدة.

## اغاني
- ماريا مجدالينا وكتبها لها الفنان كيرت.
- فتاة صغيرة من كتابة كيرت وساندرا.
- علي علبة سبع سنوات من كتابة كيرت.
- أنت وانا من كتابة الفنان كيرت.